# Country pop
Country pop é um subgênero da música country e pop originado nos Estados Unidos na década de 1960. O country pop foi desenvolvido por artistas do gênero country com um desejo de alcançar um público maior, o chamado mercado mainstream. Ao produzir canções country que empregavam muitos estilos e sons explorados pela música pop, a indústria da música country foi eficaz em conquistar novos ouvintes sem alienar sua audiência tradicional no País. O estilo frequentemente combina elementos de gêneros como rock, pop e country. Ao longo dos anos, a música country se tornou um dos estilos mais populares nos Estados Unidos. Em meados da década de 1970, muitos artistas country estavam fazendo a transição para o som country-pop, o que levou a um pico de recordes nos charts da Billboard por cantores e bandas do gênero.

## Alguns artistas decountry pop
- Anne Murray
- Billy Ray Cyrus
- Carmen Rasmusen
- Garth Brooks
- Carrie Underwood
- Cassadee Pope
- Charlie Daniels
- Chips
- Dixie Chicks
- Dolly Parton
- Eddie Rabbitt
- Faith Hill
- LeAnn Rimes
- Glen Campbell
- Hunter Hayes
- Jennette McCurdy
- Jessica Simpson
- Jewel
- John Denver
- Juice Newton
- Julianne Hough
- Keith Urban
- Kellie Pickler
- Kenny Rogers
- Kikki Danielsson
- Lady Antebellum
- Lynn Anderson
- Mac Davis
- Olivia Newton-John
- Pussycat
- Rascal Flatts
- Ronnie Milsap
- Sara Evans
- Taylor Swift
- Shania Twain
- Trace Adkins
- Miley Cyrus